# Pyrosulfurylchlorid
Pyrosulfurylchlorid ist eine chemische Verbindung aus der Gruppe der Säurechloride. Es ist das Anhydrid der Chlorsulfonsäure.

## Gewinnung und Darstellung
Pyrosulfurylchlorid kann durch Reaktion von Schwefeltrioxid mit Tetrachlorkohlenstoff gewonnen werden.
{\displaystyle \mathrm {2\ SO_{3}+CCl_{4}\longrightarrow S_{2}O_{5}Cl_{2}+COCl_{2}} }

## Eigenschaften
Pyrosulfurylchlorid ist eine farblose, leicht bewegliche Flüssigkeit von charakteristischem Geruch, die schwach an feuchter Luft raucht und sich unter Abscheidung von Schwefelsäure trübt. Bei längerem Kochen oder Erhitzen auf 250 °C tritt Dissoziation in Schwefeltrioxid, Schwefeldioxid und Chlor ein.